# Tóth Ildikó (színművész)
Tóth Ildikó (Hatvan, 1966. augusztus 29. –) Jászai Mari-díjas magyar színésznő, érdemes és kiváló művész.

## Pályafutása
Édesapja katonatiszt volt. Gyerekkorát Marcaliban töltötte, ott végezte a gimnáziumot. Érettségi után a kaposvári Csiky Gergely Színházhoz jelentkezett gyakornoknak, de nem járt sikerrel. Ezt követően a helyi fonógyárban dolgozott, és bejárt a színház próbáira. Csak második próbálkozása után vették fel a Színművészeti Főiskolára, közben stúdiós volt a Nemzeti Színháznál. A főiskolán Szinetár Miklós osztályában tanult; 1990-ben diplomázott. Négy évig (1990-1994) a Radnóti Miklós Színház, újabb négy évig (1994-1998) pedig az Új Színház művésze volt. 1998-2008 és 2009-2015 között szabadúszó volt. Rövid ideig (2008-2009) a szombathelyi Weöres Sándor Színház tagja volt. Szabadúszóként közreműködött többek között a Thália Színházban, a Rózsavölgyi Szalonban, valamint a tatabányai Jászai Mari Színházban is. 2015-2023 között a székesfehérvári Vörösmarty Színház színésznője volt. 2023-tól ismét a Radnóti Színház tagja.
Férje Domokos László színművész, akitől egy fia született, Simon.

## Filmek és színházi felvételek
- Emberszag (magyar tévéfilm, 2022)
- Blokád (magyar filmdráma, 2022)
- Magasságok és mélységek (magyar filmdráma, 2022)
- Az énekesnő (magyar filmdráma, 2022)
- Post Mortem (magyar horror, 2021)
- Segítség! Itthon vagyok! (magyar sorozat, 2020)
- Don Juan kopaszodik (magyar tévéfilm, 2020)
- Bátrak földje (magyar sorozat, 2020)
- Csak színház és más semmi (magyar sorozat, 2019)
- A színésznő (fekete-fehér magyar filmdráma, 2018)[6]
- A Viszkis (magyar akciófilm, 2017)
- Aurora Borealis – Északi fény (2017)
- A tökéletes gyilkos (2016)
- Aranyélet (magyar filmsorozat, 2015)
- A fekete bojtár (magyar filmdráma, 2015)
- Noé (szín., mb., am. filmdráma, 2014) szinkronhang
- Zavarok (magyar tévéfilm, 2014)
- A galamb papné (magyar tévéfilm, 2013)
- Műkincsvadászok (szín., mb., am.-német filmdráma, 2013) szinkronhang
- T.S. Spivet különös utazása (szín., mb., francia-kan. családi film, 2013) szinkronhang
- Az ajtó (szín., magyar-német filmdráma, 2012)
- Pillangó (szín., magyar rom. dráma, 2012)
- Csalfa Karma (szín., magyar filmsor., 2011)
- Csomagtartó (szín., magyar kisjátékf., 2011)
- Tűzvonalban (szín., magyar tévéfilmsor., 2008)
- A nyomozó (szín., magyar thriller, 2008)
- Csak egy szög (szín., magyar színházi felv., 2008)
- Csehov: Ivanov (szín., magyar színházi felv., 2007)
- Ivanov (szín., magyar színházfilm, 2007)
- Mátyás, a sosem volt királyfi (szín., magyar tévéfilm sor., 2006)
- Rokonok (szín., magyar filmdráma, 2006)
- Sztornó (szín., magyar játékf., 2006)
- Ég veled! (szín., magyar-kan.-olasz filmdráma, 2005)
- Síró ponyva (szín., magyar versösszeáll., 2005)
- Kelj fel, komám, ne aludjál! (szín., magyar filmszat., 2002)
- Na végre, itt a nyár! (szín., magyar vígj., 2001)
- Csocsó, avagy éljen május elseje! (szín., magyar vígj., 2001)
- Felhő a Gangesz felett (szín., magyar filmdráma, 2001)
- Citromfej (szín., magyar filmszat., 2000)
- Jadviga párnája (szín., magyar filmdráma, 2000)
- El Nino - A Kisded (szín., magyar vígj., 1999)
- Kisváros (szín., magyar tévéfilmsor., 1998)
- Csinibaba (szín., magyar vígj. 1997)
- Kalaf (színes magyar játékfilm, 1996)
- Carl Sternheim: A bugyogó (szín., magyar színházi felv., 1994)
- Köd (színes, magyar játékfilm, 1994)
- Törvénytelen (színes magyar krimi, 1994)
- A három nővér (színes magyar filmdráma, 1991)
- Yvonne, burgundi hercegnő (1990) (TV-film)
- Ibsen: Nóra (színes magyar színházi felvétel, 1989)
- Iphigenia Auliszban (színes magyar színházi közvetítés, 1989)
- Levelek a zárdából (színes magyar tévéjáték, 1989)
- Aki hallja, aki nem hallja - Orsós Jakab portré (szín., magyar dokumentumf.) közreműködő
- Barta Lajos: Szerelem (szín., magyar színházi felvétel)
- Emlékpróba (szín., magyar film) közreműködő

## Színházi szerepei
A Színházi adattárban regisztrált bemutatóinak száma: 91. A gyűjteményben öt fotón is látható.
- A fogadósnő (bemutató: 2007. július 26. Centrál Színház)
- A hülyéje (bemutató: 2007. április 27. Csiky Gergely Színház)
- A negyedik kapu (bemutató: 2004. június 16. Jászai Mari Színház, Népház)
- A negyedik kapu (bemutató: 2014. augusztus 23. FÜGE Produkció)
- A négyszögletű kerek erdő színész (bemutató: 2001. március 8. Csiky Gergely Színház)
- A szecsuáni jólélek (bemutató: 2006. március 10. Jászai Mari Színház, Népház)
- A titok arat - Ady est 3. (bemutató: 2012. október 8. Medve Színpad)
- Az álom féltestvére (bemutató: 2013. január 19. FÜGE Produkció)
- Az ígéret földje (bemutató: 2012. október 19. Centrál Színház)
- Az öldöklő tejcsarnok (avagy Piszkos Fred nem lép közbe sajnos) (bemutató: 2007. február 23. Jászai Mari Színház, Népház)
- Balfácánt vacsorára (bemutató: 2015. július 20. Vörösmarty Színház)
- Chioggiai csetepaté (bemutató: 2012. december 12. Kecskeméti Katona József Színház)
- Csak egy szög (bemutató: 2003. október 10. Csiky Gergely Színház)
- Cseresznyéskert (bemutató: 2009. március 20. Weöres Sándor Színház)
- Don Juan (bemutató: 2001. április 28. Csiky Gergely Színház)
- Egy élet e tánc... (bemutató: Vígszínház)
- Egy régi kertben (bemutató: 2013. december 20. Nemzeti Táncszínház)
- Ezekben az időtlen órákban (bemutató: 2010. október 26. Thália Színház)
- Feleségem története (bemutató: Jászai Mari Színház, Népház)
- Füst Milán rejtélyes múzsája (bemutató: Petőfi Irodalmi Múzeum)
- Haramiák (bemutató: 1999. október 2. Jászai Mari Színház, Népház)
- Helló, dr. Mengele! (bemutató: Művészetek és Irodalom Háza)
- Hófehérke (bemutató: 2004. február 3. Csiky Gergely Színház)
- Isten háta mögött (bemutató: 2015. április 16. Rózsavölgyi Szalon Arts & Café)
- Ivanov (bemutató: 2004. március 27. Katona József Színház)
- Kaméliás (bemutató: 2010. március 26. Thália Színház)
- Kasimír és Karoline (bemutató: 2002. április 19. Csiky Gergely Színház)
- Kaukázusi krétakör - Tatabánya (bemutató: 2009. szeptember 26. Jászai Mari Színház, Népház)
- Képzelt beteg (bemutató: 2014. március 29. Budaörsi Latinovits Színház)
- Kreutzer szonáta (bemutató: 2000. április 25. Budapesti Kamaraszínház - Ericsson Stúdió)
- Lúdas Matyi (bemutató: 2000. szeptember 19. Csiky Gergely Színház)
- Lüszisztraté (bemutató: Sanyi és Aranka Színház)
- Mirandolina (bemutató: 2013. március 9. Vörösmarty Színház)
- Mizantróp (Az új embergyűlölő) (bemutató: 2008. február 8. Kecskeméti Katona József Színház)
- Mr. Carter avagy végső leszámolás Dr. Quartzcal (bemutató: Jászai Mari Színház, Népház)
- Negyedik nővér (bemutató: 2004. október 3. Radnóti Miklós Színház)
- Őfelsége komédiása (bemutató: 2014. október 18. Vörösmarty Színház)
- Romantikus komédia (bemutató: Thália Színház)
- Sirály (bemutató: 2015. február 28. Jászai Mari Színház, Népház)
- Szent György és a Sárkány (bemutató: 2001. november 23. Katona József Színház)
- Szentek fecsegése (bemutató: 2001. március 29. Thália Színház)
- Szenvedéstörténet (bemutató: 2001. október 8. Csiky Gergely Színház)
- Szerelem (bemutató: 2005. március 25. Jászai Mari Színház, Népház)
- Szindbád kertje (bemutató: 2001. augusztus 9. Óbudai Társaskör)
- Tahiti (bemutató: Merlin)
- Távolsági szerelem (bemutató: 2013. október 29. Rózsavölgyi Szalon Arts & Café)
- Top Dogs (bemutató: 2002. április 12. Kamra)
- Tótferi (bemutató: 2000. március 19. Bárka Színház)
- Váltságdíj (bemutató: 2012. január 22. Neptun Brigád)
- Vándoristenek (bemutató: Fogasház)
- Ványa bácsi (bemutató: 2004. március 26. Csiky Gergely Színház)
- Vérnász (bemutató: 2008. október 24. Honvéd Együttes)
- Világvevő (bemutató: 2000. január 21. Bárka Színház)
- Yerma (bemutató: 2011. április 21. Radnóti Miklós Színház)

## Díjai, elismerései
- Jászai Mari-díj (1994)
- Magyar Filmszemle – A színésznő alakítás különdíja: Jadviga Párnája c. film (2000)
- Magyar Filmszemle – A legjobb epizódszereplő díja: Ég veled c. film (2005)
- POSZT: a Baranya megyei önkormányzat különdíja a legjobb alakításért (2005)
- Érdemes művész (2009)
- Prima Primissima díj (2019)[8]
- Kiváló művész (2020)
- Magyar Mozgókép Díj – A legjobb női mellékszereplő (2023)
- Tolnay Klári-díj (2024)[9]